# 普羅霍里夫
51°18′25″N 30°39′32″E / 51.30694°N 30.65889°E
普羅霍里夫（烏克蘭語：Прохорів），是烏克蘭北部切爾尼希夫州切爾尼希夫區米哈伊洛-科秋宾斯凯市镇的村落。始建於1859年，面積0.36平方公里，海拔高度105米，2001年人口47，人口密度每平方公里130.6人。